# سترونتيانيت
السترونتيانيت هو معدن من فصيلة معادن الكربونات لعنصر السترونتيوم، ولوحدته البلورية الصيغة الكيميائية SrCO3، وينتمي إلى مجموعة معادن الأراغونيت، والتي تتضمن أيضاً الأراغونيت CaCO3 والوذريت BaCO3 والسيروسيت PbCO3.
أطلق فريدرش غابرييل زولسر على المعدن هذا الاسم، وذلك نسبة إلى قرية سترونتيان الإسكتلندية، والتي اكتشف فيها هذا المعدن لأول مرة من أداير كروفورد ووليام كرويكشانك في سنة 1790.